# Rhabdomyosarkom
Das Rhabdomyosarkom (griechisch ραβδομυοσάρκωμα rhabdomyosárkoma, von rhabdos ‚der Stab‘ im Sinne der feingeweblichen Querstreifung der Skelettmuskulatur, mys ‚Muskel‘, sárx ‚Fleisch‘, ‚Weichteile‘ und der Endung -om für ‚Geschwulstbildung‘) ist ein hoch bösartiger Weichteiltumor, der aus entarteten, unreifen mesenchymalen Zellen herrührt. Mit allen anderen Sarkomen haben Rhabdomyosarkome nur gemeinsam, dass sie mesenchymalen Ursprunges sind. Histologisch unterscheidet man anhand des Wachstumsmusters embryonale, alveoläre und pleomorphe (adulte) Rhabdomyosarkome. Das durchschnittliche 5-Jahres-Überleben behandelter Patienten beträgt über 60 Prozent und unterscheidet sich bei den einzelnen histologischen Typen. Auch die Lokalisation beeinflusst die Prognose. Hauptlokalisationen sind Extremitäten, Kopf, Hals und der Urogenitaltrakt.

## Häufigkeit
Etwa 5 % der kindlichen Tumoren sind Rhabdomyosarkome. Erwachsene sind nur selten betroffen.

## Symptome
Abhängig von der Lokalisation fallen die Tumoren durch Schwellung, Bauchschmerzen oder Symptome beim Wasserlassen (Blutabgang, Schmerzen etc.) auf.

## Therapie
Therapeutisch versucht man primär den Tumor chirurgisch zu entfernen. Anschließend wird meist eine zusätzliche Strahlentherapie durchgeführt. Ist der Tumor zunächst nicht operabel, kann mit einer Chemotherapie versucht werden, die Größe des Tumors vorher zu reduzieren (Neoadjuvante Therapie). Rhabdomyosarkome können Metastasen ausbilden oder Jahre nach der Behandlung an der ursprünglichen Stelle wieder auftreten (rezidivieren).